# Contoire
Contoire (localement appelée Contoire-Hamel) est une ancienne commune française, située dans le département de la Somme, en région Hauts-de-France.
Le 1er janvier 2019, la commune est devenue une commune déléguée de la commune nouvelle de Trois-Rivières, qui regroupe également Hargicourt et Pierrepont-sur-Avre.

## Géographie

### Localisation
Au point de vue desserte routière, le village est tangenté par l'ex-RN 35 (actuelle RD 935) reliant notamment Amiens à Montdidier.

### Communes limitrophes
Avant la fusion de 2019, Contoire jouxtait les communes suivantes : 

### Transports en commun routiers
La localité est desservie par les autocars du réseau inter-urbain Trans'80, Hauts-de-France (ligne no 60, Davenescourt - Moreuil - Amiens.

### Hydrographie
Contoire est limité au sud et à l'ouest par l'Avre (rivière de Picardie).

## Histoire
Première Guerre mondiale
Le village, située à proximité de la zone des combats de la Première Guerre mondiale, subit des destructions pendant le conflit.
Il a été décoré de la Croix de guerre 1914-1918 le 3 novembre 1920.
Fusion de communes
En 2016, les communes de Contoire-Hamel, Hargicourt et Pierrepont-sur-Avre envisagent la fusion de leurs collectivités au sein d'une commune nouvelle, afin de mettre en commun leurs atouts (Contoire-Hamel avec la cartonnerie DS Smith packaging,et un parc éolien. Hargicourt avec sa coopérative agricole) et de conforter leur pratique de partenariat et de favoriser l'attractivité de leur territoire
La commune nouvelle est créée à la demande des conseils municipaux des trois communes concernées, au 1er janvier 2019 par un arrêté préfectoral du 12 novembre 2018.

## Politique et administration

### Rattachements administratifs et électoraux
La commune se trouve dans l'arrondissement de Montdidier du département de la Somme. Pour l'élection des députés, elle fait partie depuis 2012 de la quatrième circonscription de la Somme.
Elle fait partie depuis 1801 jusqu'à la fusion de 2019 du canton de Moreuil, qui a été modifié et agrandi dans le cadre du redécoupage cantonal de 2014 en France.

### Intercommunalité
La commune était membre de la communauté de communes du canton de Moreuil, créée par un arrêté préfectoral du 4 décembre 1992 et renommée communauté de communes Avre Luce Moreuil (CCALM) par arrêté préfectoral du 6 mai 1996.
Dans le cadre des dispositions de la loi portant nouvelle organisation territoriale de la République du 7 août 2015, qui prévoit que les établissements publics de coopération intercommunale (EPCI) à fiscalité propre doivent avoir un minimum de 15 000 habitants, la préfète de la Somme propose en octobre 2015 un projet de nouveau schéma départemental de coopération intercommunale (SDCI) prévoyant la réduction de 28 à 16 du nombre des intercommunalités à fiscalité propre du département.
Après des hypothèses de regroupement des communautés de communes du Grand Roye (CCGR), du canton de Montdidier (CCCM), du Santerre et d’Avre, Luce et Moreuil, la préfète dévoile en octobre 2015 son projet qui prévoit la « des communautés de communes d’Avre Luce Moreuil et du Val de Noye », le nouvel ensemble de 22 440 habitants regroupant 49 communes,. À la suite de l'avis favorable des intercommunalités et de la commission départementale de coopération intercommunale en janvier 2016 puis des conseils municipaux et communautaires concernés, la fusion est établie par un arrêté préfectoral du 22 décembre 2016, qui prend effet le 1er janvier 2017.
Contoire a donc été donc membre de la communauté de communes Avre Luce Noye (CCALN) jusqu'à la fusion de 2019.

### Liste des maires
| Période                                  | Période       | Identité    | Étiquette | Qualité                        |
| ---------------------------------------- | ------------- | ----------- | --------- | ------------------------------ |
| Les données manquantes sont à compléter. |               |             |           |                                |
| mars 2001                                | 2008          | Michel Suin | DVG       |                                |
| mars 2008                                | décembre 2018 | Joël Suin   | DVG       | Réélu pour le mandat 2014-2020 |

### Liste des maires délégués
| Période      | Période                      | Identité  | Étiquette | Qualité |
| ------------ | ---------------------------- | --------- | --------- | ------- |
| janvier 2019 | En cours (au 1 janvier 2019) | Joël Suin | DVG       |         |

### Politique environnementale
Une ferme éolienne située à la sortie de Contoire-Hamel et en direction de Davenescourt est construite par EnergieTEAM en 2016-2017, avec un financement local partiel par financement participatif,.

## Population et société

### Démographie
L'évolution du nombre d'habitants est connue à travers les recensements de la population effectués dans la commune depuis 1793. Pour les communes de moins de 10 000 habitants, une enquête de recensement portant sur toute la population est réalisée tous les cinq ans, les populations de référence des années intermédiaires étant quant à elles estimées par interpolation ou extrapolation. Pour la commune, le premier recensement exhaustif entrant dans le cadre du nouveau dispositif a été réalisé en 2006.

En 2016, la commune comptait 439 habitants, en évolution de +7,6 % par rapport à 2010 (Somme : −1,26 %, France hors Mayotte : +2,11 %).
| 1793 | 1800 | 1806 | 1821 | 1831 | 1836 | 1841 | 1846 | 1851 |
| ---- | ---- | ---- | ---- | ---- | ---- | ---- | ---- | ---- |
| 268  | 322  | 277  | 349  | 351  | 397  | 412  | 429  | 412  |

| 1856 | 1861 | 1866 | 1872 | 1876 | 1881 | 1886 | 1891 | 1896 |
| ---- | ---- | ---- | ---- | ---- | ---- | ---- | ---- | ---- |
| 446  | 443  | 423  | 417  | 407  | 404  | 401  | 427  | 428  |

| 1901 | 1906 | 1911 | 1921 | 1926 | 1931 | 1936 | 1946 | 1954 |
| ---- | ---- | ---- | ---- | ---- | ---- | ---- | ---- | ---- |
| 406  | 406  | 423  | 334  | 374  | 344  | 331  | 311  | 287  |

| 1962 | 1968 | 1975 | 1982 | 1990 | 1999 | 2006 | 2011 | 2016 |
| ---- | ---- | ---- | ---- | ---- | ---- | ---- | ---- | ---- |
| 301  | 286  | 329  | 345  | 342  | 340  | 363  | 433  | 439  |

### Santé
L'ouverture de la maison médicale de l'Avre, entre Contoire et Hamel, a eu lieu en 2018. L'équipement regroupe cette année là trois médecins généralistes, une orthoptiste, une infirmière déléguée à la santé publique et un cabinet d’infirmier, ainsi que deux kinésithérapeutes et une sage-femme, ainsi que d'autres professionnels de santé sur certains jours .

## Économie
L'entreprise DS Smith packaging, située à Contoire-Hamel, compte, en 2017, 250 salariés dont 90 % sont originaires d’un rayon géographique de 20 km autour de l’usine.

## Culture locale et patrimoine

### Lieux et monuments
- Église Saint-Pierre[25],[26], au clocher excentré, comprenant la dalle funéraire de Jean Ronsoy, du XIIIe siècle[27].
- Patrimoine industriel : la cartonnerie Minguet et Thomas, construite au milieu du XXe siècle, sur un site attesté dès l'an II (papeterie)[28].

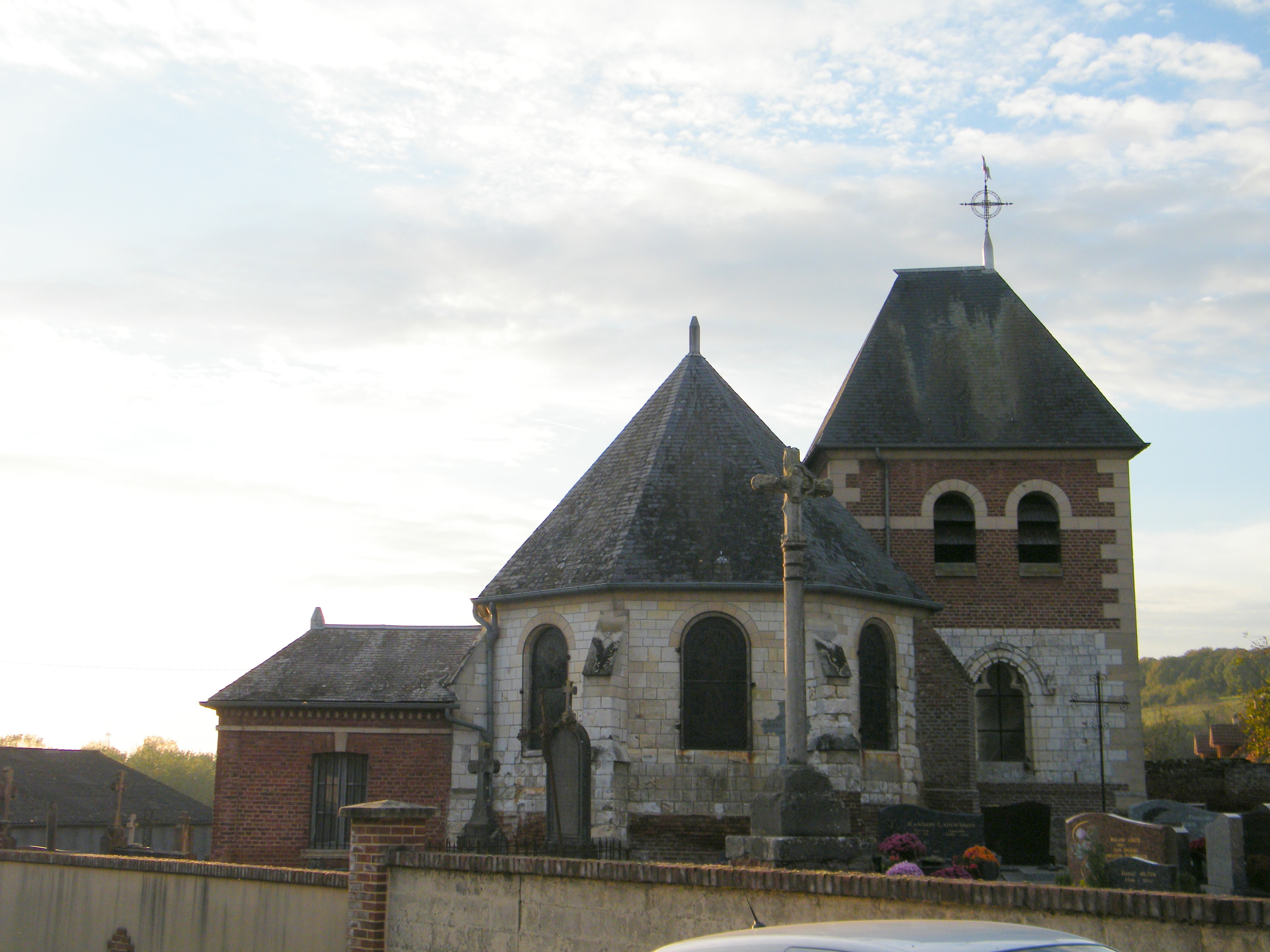
L'église Saint-Pierre.
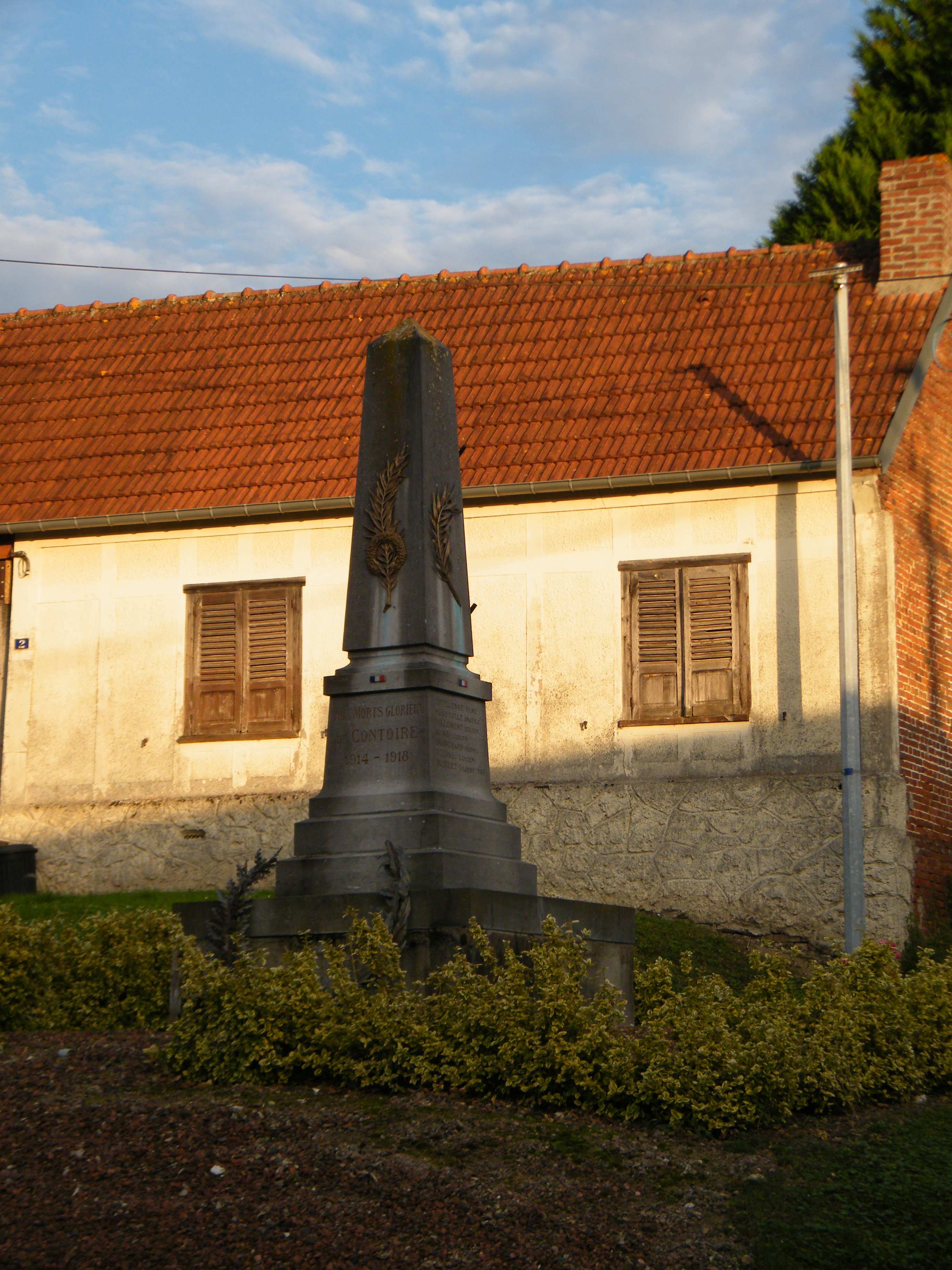
Monument aux morts.
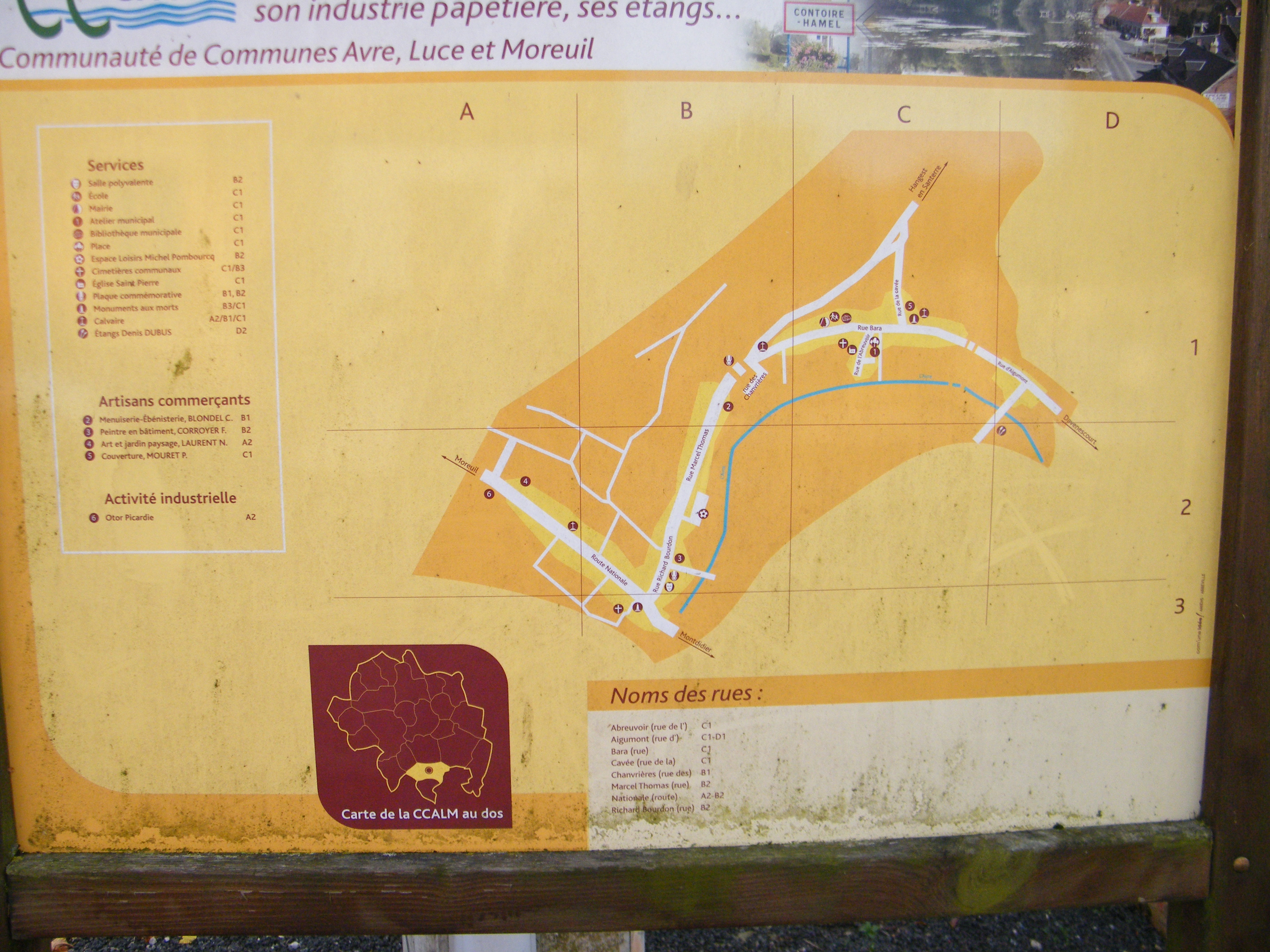
Plan du village.